# Мохамед Фарах Аидид
Мохамед Фарах Аидид (сом. Maxamed Faarax Caydiid; регион Мугуд, 15. децембар 1934 — Могадиш, 1. август 1996) је био сомалски политичар и вођа Хабр Гидр клана, који се противио међународним покушајима за спречавање глади у Сомалији почетком 1990-их и присуству трупа Уједињених нација и САД у Сомалији. Аидид је био једна од главних мета операције Операција Обнови наду, заједничке операције Уједињених нација и војске Сједињених Држава за обезбеђивање хуманитарне помоћи и прекид војне опсаде у Сомалији.

## Биографија
Аидид је школован у Риму и Москви и служио је у влади Мохамеда Сиада Бареа на више положаја; на крају као шеф војне обавештајне службе. Због сумње да планира државни удар, Баре га је затворио на шест година. 1991. године Аидидов клан је и заправо свргнуо Бареа а Аидид је изронио као једна од значајних сила у грађанском рату који је уследио.
Аидид је током 1992. ометао међународне пошиљке са храном и нападао снаге УН-а. Због овога су САД расписале награду од 25.000 америчких долара за његову главу и покушали су да га заробе. 3. октобра 1993. десантне јединице америчке војске (U.S. Army Rangers) и оперативци Делта Одреда (Delta Force) су кренули у акцију да заробе више званичника Аидидове милиције у једној области сомалског главног града Могадиш, коју су контролисали Аидид и његове снаге. Операција није ишла по плану што је имало за последицу погибију 19 америчких војника и стотина Сомалијаца (тачан број непознат). Ови догађаји су познати као битка у Могадишу.
Убрзо након тога САД су повукле своје трупе, а Уједињене нације су Сомалију напустиле 1995. године. Након тога, Аидид се прогласио председником Сомалије, али његова влада није била међународно призната.
Аидид је умро 1. августа 1996, највероватније од рана од ватреног оружја које је задобио претходне недеље у сукобу са супарничким фракцијама. Дан након тога, амерички генерал који је био одговоран за неуспелу операцију 1993. године, Вилијам Ф. Гарисон, је поднео оставку.

## Наследник
Аидидов син, Хусеин Мохамед Фарах, емигрирао је у Сједињене Државе са 17 година. У САД је боравио 16 година и постао натурализовани грађанин, а касније и припадник поморске пешадије (маринац) у америчкој војсци. Два дана након смрти његовог оца, клан Хабр Гидр га је изабрао за следећег председника Аидидове само-проглашене републике. Запад Хусеина Мохамеда Фараха види као шансу за побољшање односа са Сомалијом. На питање о његовим данима у маринцима, одговара са: „Једном маринац, увек маринац“.